# Einar Billing

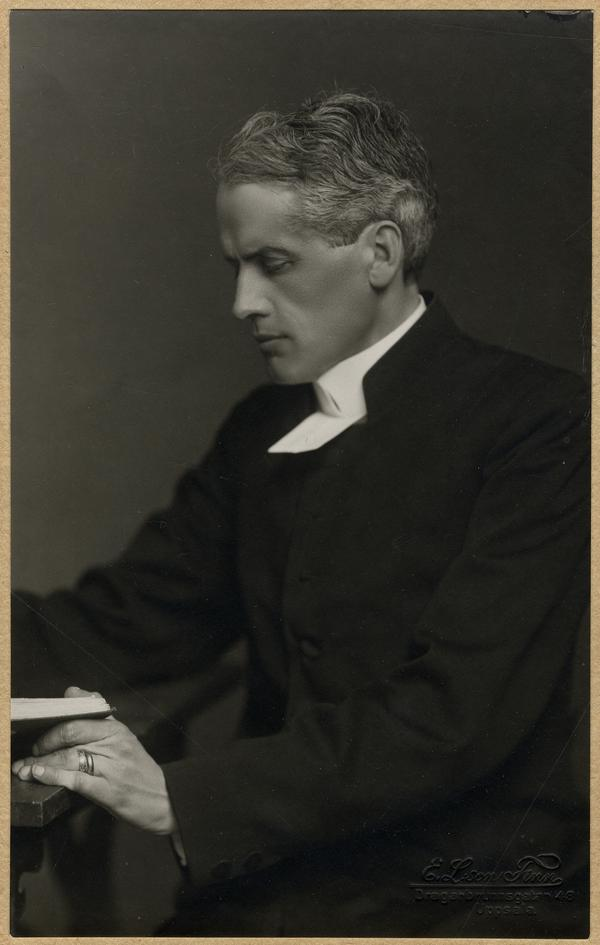
Einar Billing.

Einar Magnus Billing, född 6 oktober 1871 i Lund, död 17 december 1939 i Västerås, var en svensk teolog. Han var måg till Carl Gustaf Lundquist och svärfar till Erik Wallgren. Einar Billing är mest känd för sin folkkyrkoteologi som bland annat utvecklas i hans "Herdabrev till prästerskapet i Västerås stift" 1920.

## Biografi
Efter skolgång i Lund och Västerås (där fadern Gottfrid blev biskop 1884) blev Billing student vid Uppsala universitet, där han avlade filosofie kandidatexamen 1891, teologie kandidatexamen 1898 och prästvigdes för Lunds stift 1900. Han var ordförande i Föreningen Heimdal 1896. Åren 1901–1908 var Billing regementspastor vid Upplands artilleriregemente och 1901 utnämndes han även till docent i dogmatik och moralteologi vid Uppsala universitet. 
Mellan åren 1908 och 1918 var Einar Billing prebendekyrkoherde i Hagby och Ramsta församlingar, sydväst om Uppsala, och samtidigt extra ordinarie professor. Om hans och familjens liv i Hagby står att läsa i hustrun Gerda Billings bok "Den oförglömliga prästgården". 
År 1909 blev Billing ordinarie teologie professor, teologie doktor två år senare (1911) och 1918 kyrkoherde i Helga Trefaldighets församling i Uppsala. Billing utnämndes 1920 till biskop i Västerås, vilket han förblev till sin död. Svårt sjuk förrättade han under sin sista dag högmässa och prästvigning i domkyrkan och dog två timmar senare i biskopsgården. en händelse som ofta har beskrivits som att han dog på sin post. 
Redan som ung akademisk lärare blev han hedersledamot av Västmanlands-Dala nation vid Uppsala universitet.
Han var från 1902 till sin död gift med Gerda Lundquist (1878–1960). Makarna Billing vilar på Hovdestalunds kyrkogård.

## Psalmer
- Nu gläd dig, min ande, 11 verser i 1937 års psalmbok (nr 380), 6 verser i psalm nr 355 i Missionsförbundets Sånger och psalmer 1951 och nr 272 i Den svenska psalmboken 1986, 1986 års Cecilia-psalmbok, Psalmer och Sånger 1987, Segertoner 1988 och Frälsningsarméns sångbok 1990. Finns på Wikisource.